# Угљенична наноцев
Угљенична наноцев или угљенична нанотуба (енгл. CNT - Carbon nanotubes) је алотропска модификација угљеника у облику цилиндричне наноструктуре. Грађене су од графенске равни увијене у бешавни цилиндар. Конструисане са односом дужине према пречнику до 132 000 000:1, што је знатно више него код било ког другог материјала. Ти цилиндрични молекули угљеника имају својства која им омогућују многе примене у нанотехнологији, електроници, оптици и другим областима технологије. Конкретно, због велике топлотне проводности, механичких и електричних особина, угљеничне наноцеви налазе примену као адитиви материјала за побољшање њихових особина. На пример, већ су нашле примену за ојачавање бејзбол палица, штапова за голф, или ауто-делова израђених пре свега од карбонских влакана (угљеничних влакана). Угљеничне наноцеви се додају материјалима у малом проценту. Наноцеви су по структури чланови породице фулерена. Крајеви наноцеви су затворени капама сферног облика. У зависности од броја зидова, односно графенских равни које образују концентричне цеви, постоје у два облика као једнослојне и као вишеслојне структуре.

## Нанокомпозити
Последњих двадесет година се ради на развоју „нанокомпозита“, добијеног од полимера ојачаних угљеничним наноцевима (енгл. Carbon nanotube reinforced polymer CNRP). Прелазак на материјал CNRP за израду структура авиона је тек сада и ако је тај композит развијен још 1991. године. Он се сматра једним од најјачих материјала икада развијених. Неколико пута је јачи од досадашњих композита од угљеничних влакана и смоле, а лакши је за око 25-30%. CNRP конкурише примени алуминијума и челика, као материјала за основне ваздухопловне структуре. Распрострањена употреба CNRP за носеће компоненте комерцијалних и војних авионских структура, почела је последњих година, а масовније ће бити први пут употребљен на серијском авиону F-35 лајтнинг II. Од тога материјала ће се израдити и заменити око 100 компонената, до сада направљених од других композита и метала, за авион F-35 лајтнинг II.
|  |  |  |

## Откриће угљеничних наноцеви
Угљеничне нанотубе је открио јапански физичар Сумио Ијима 1991. године. Он је открио структуру сличну молекулу фулерена , која је била у облику вишеслојног цилиндра дебљине од 3 до 30 nm, затвореног полулоптастим завршецима фулеренске структуре на оба краја. Тип каробинских наноцеви са једним слојем је откривен 1993. године. Угљеничне нанотубе овог типа су уже и обично су дијаметра од 1-2 nm. Убрзо је установљено да ове структуре имају низ добрих особина, што је утицало на то да се повећа обим истраживања.